# Alternate Reality Game
Als Alternate Reality Game (Kurzform: ARG) (etwa: Spiel mit wechselnden Realitäten) bezeichnet man ein auf verschiedene Medien zurückgreifendes Spiel, bei dem die Grenze zwischen fiktiven Ereignissen und realen Erlebnissen bewusst verwischt wird.
Häufig wird es im Sinne von viralem Marketing zur Bewerbung eines neuen Produktes oder einer neuen Dienstleistung verwendet, ohne dieses direkt anzupreisen und ohne das Spiel als Werbeveranstaltung erkennen zu lassen.

## Spielmöglichkeiten
Die Spieler greifen auf verschiedene Quellen im Internet zurück, wobei es nicht selten geschieht, dass die Ereignisse in der Spielewelt bis hinaus in die reale Welt der Spieler hineinreichen und die Spieler so zu gemeinschaftlichem Handeln bewegen. Die Geschichte eines ARGs kann dabei durch eine Vielzahl verschiedener Medien vorangetrieben werden. Unter anderem kommen dafür folgende Medien in Frage:
- Artefakte aus der realen Welt, die mit dem Spielgeschehen in Zusammenhang stehen
- Blogs
- Chat, Instant Messaging und Ähnliches
- E-Mails
- Ereignisse oder Veranstaltungen in der realen Welt, bei denen Schauspieler mit den teilnehmenden Spielern interagieren
- IRC-Räume
- Post, also Briefe, Pakete usw.
- Telefonanrufe auf das private oder dienstliche Festnetztelefon oder das Mobiltelefon des Spielers
- Websites zweierlei Art: Die einen gehören mehr als offensichtlich zum Spiel. Die anderen sind eher unscheinbar und erwecken den Eindruck, dass sie gar nicht Teil des Spiels sind. In Wirklichkeit sind sie jedoch Hauptbestandteil des ARGs und enthalten nicht selten verschiedene Rätsel zum Beispiel aus dem Bereich der Kryptographie.
- Zeitungsartikel oder auch Kleinanzeigen

Ein ARG trägt nicht nur dazu bei, dass die Spieler die Geschichte und die fiktiven Charaktere kennenlernen, sondern es führt auch dazu, dass sich die Spieler zusammenschließen und sich gegenseitig austauschen. Schließlich gibt es Rätsel, die man nicht allein, sondern nur gemeinsam und durch die gemeinschaftliche Zusammenarbeit der Mitspieler lösen kann.
Alternate Reality Games sind normalerweise durch ein großes Spiel-Universum in Form einer Vielzahl von Webseiten gekennzeichnet, die alle von sich behaupten, durch und durch wirklich zu sein. In der Tat ist es manches Mal auch schwierig zu unterscheiden, ob es sich bei einer Webseite um eine fiktive oder eine wirkliche Webseite handelt. Diese Webseiten bilden somit die Grundmauern des Spiele-Universums. Sie werden normalerweise zum Vorantreiben der Geschichte verwendet, wobei die bereits oben aufgeführten Medien häufig noch zusätzlich zum Einsatz kommen. Dadurch entsteht eine Situation, bei der die Wirklichkeit des Spiels mit der wirklichen Realität aufeinanderstößt.
Ein weiterer wichtiger Bestandteil eines Alternate Reality Games ist, dass es das Konzept von This is not a Game für sich nutzt. Um die fiktive mit der realen Welt so gut wie möglich zu verschmelzen, bewirbt sich ein ARG normalerweise nicht als solches und es wird auch nur sehr selten zu lesen sein, dass es sich wirklich um ein Spiel handelt. Dadurch wird das Geheimnis der Leute hinter all dem Ganzen im Verborgenen gehalten und der eigentliche Nervenkitzel des Spieles bleibt im Vordergrund gewahrt. Die Spieler tasten sich also von Webseite zu Webseite durch die Geschichte.

## Begriffe und Fachjargon
- ARGonaut – In den Anfängen der ARGs wurden die Spieler hin und wieder als ARGonauten bezeichnet. Diese Bezeichnung wird heutzutage nicht mehr verwendet.
- The Beast – Das Werbe-ARG zum Film A.I. – Künstliche Intelligenz.
- Beasting – Dieser Ausdruck bezeichnet das Spielen eines ARGs.
- Cloudmakers – Die ursprüngliche Gruppe, die es mit The Beast aufnahm. Ihre Mitglieder sind auch maßgeblich an der Festlegung der Begriffe des ARG Genres beteiligt.
- Curtain – Hinter dem magischen Vorhang leben die Puppet Masters. Für ein noch nicht beendetes ARG ist es nicht wichtig, wer sich hinter dem Vorhang verbirgt.
- Guide – Als Guide versteht man eine Nacherzählung der bisherigen Geschehnisse eines ARGs in Geschichtsform. Der Guide stellt die beste Möglichkeit dar, um in ein bereits laufendes ARG einzusteigen und um auf den aktuellen Stand der Informationen zu gelangen.
- Live Alternate Reality Game – Ein LARG ist eine Mischform aus Liverollenspiel (LARP) und Alternate Reality Game (ARG), bei der die Grenze zwischen Realität und Spiel verschwimmt. LARGs spielen oft im Krimi- oder Spionage-Genre.
- Puppet Master oder PM – Dies sind die kreativen Köpfe hinter dem Vorhang. Sie entwickeln das ARG und sorgen dafür, dass die fiktive Welt ihres ARGs mehr und mehr mit der realen Welt verwächst (für die Dauer des Spiels).
- Puzzle Trail – Ein Puzzle Trail (Spurenrätsel) ist eine Sammlung von Rätseln, die auf mehrere Seiten häufig von einer Website verteilt sind. Dabei bewegt man sich von einer Ausgangsseite durch Lösen des dort befindlichen Rätsel zur nächsten Seite und so fort. Manchmal bauen diese Rätselpfade mit kleinen Hinweisen auch eine nette Geschichte auf und sie stellen eine schöne Ablenkung für Leute dar, die gerade nicht an einem ARG teilnehmen. Häufig entstehen diese Rätselpfade auch, weil ein Spieler sie für einen anderen Spieler erstellt, zum Beispiel als Geburtstagsgeschenk.
- Rabbit Hole – Als Rabbit Hole (Eingang in den Kaninchenbau) bezeichnet man die Webseite oder die Geschehnisse, die den Zugang in die Welt eines ARGs bilden.
- TINAG – This Is Not A Game („Dies ist kein Spiel“) – Der Leitspruch der ARGs, der nicht nur durch The Beast die Stellung eines Mantras in der ARG-Gemeinschaft erlangte.
- Trail – Der Pfad stellt ein Archiv dar, in dem Webseiten, Charaktere, Rätsel und andere Informationen zu einem ARG gesammelt und niedergeschrieben werden. Häufig wird dazu die Form des Wikis gewählt. Trail wird jedoch auch als Abkürzung für und zum Verweis auf sogenannte Puzzle Trails (Rätsel-Wanderwege) verwendet.
- Trout (Forelle) – Hierbei handelt es sich um eine freundliche Geste, mit der die ARGler darauf hinweisen möchten, dass man belanglose oder bereits bekannte Informationen beigesteuert hat. Das ist meist dann der Fall, wenn die Informationen vielleicht an früherer Stelle schon durch jemand anderen beigesteuert wurden. Manchmal bekommt man auch gar nicht den Ausdruck selbst zu lesen, sondern erhält eine bildliche Darstellung, wie ein Smiley einem anderen Smiley eine Forelle überreicht. Der Begriff selbst ist in der Community umstritten.
- UF – unfiction – Die größte ARG-Community.

## Politische Vereinnahmung
Die Übernahme von Spielprinzipien von ARGs und LARP in die politische Agitation extremistischer Bewegungen wie QAnon findet seit den Anschlägen von Christchurch 2019 und dem Sturm auf das Kapitol 2021 verstärkte Beachtung. Ähnlich wie Netzwerke wie Reconquista Germanica ermöglicht das Verschwimmen der Grenzen von Realität und Spiel die niedrigschwellige Übernahme politischer Ansichten und die Erhöhung der Handlungsbereitschaft der Agitierten.
Bereits 2009 hatte der Politikberater Peter Mandaville bezugnehmend auf den Islamismus die Frage gestellt, ob man noch mit einem geschlossenen Weltbild oder vielmehr mit jungen Muslimen konfrontiert sei, die sich dem Rollenspiel einer „großen Erzählung“ widmeten, die gleichermaßen Anleihen aus der Popkultur wie aus religiösen Lehren nehme. Dies könne den Zeitraum, bis ein Individuum zur Gewaltanwendung bereit sei, deutlich verringern, da keine ideologische Radikalisierung im klassischen Sinne mehr erforderlich sei.

### Forschung
- Jeffrey Kim, Elan Lee, Timothy Thomas, Caroline Dombrowski: Storytelling in new media. The case of alternate reality games, 2001–2009. First Monday, Volume 14, Nummer 6-1, Juni 2009
- Jane McGonigal: This Is Not a Game. Immersive Aesthetics & Collective Play. Digital Arts & Culture 2003 Conference Proceedings (englisch; PDF; 167 kB)

### Journalismus
- John Borland: Blurring the Line Between Games and Life, CNET, 28. Februar 2005 (englisch)
- Tom Hillenbrand: Alternate Reality Games. Schnitzeljagd zwischen den Welten, Spiegel Online, 11. März 2010
- Katharina Hölter: Alternate Reality Games: Das ganze Leben ist ein Spiel, Spiegel Online, 6. Mai 2013
- Kolja Mensing: Verbrecher JAGD. Mord im Internet, Tagesspiegel, 25. März 2012
- Janko Röttgers: Weblogs. Das Geheimnis von Helena Stavros, Focus Online, 18. August 2006
- Peer Schader: TV-Experiment "Dina Foxx". Mord im ZDF, Lösung im Internet, Spiegel Online, 20. April 2011
- Serious fun. Technology and society. “Alternate reality” games mixing puzzles and plot lines, online and off, are becoming more popular. The Economist, Technology Quarterly Q1 2009, 5. März 2009